# 中区 (台中市)

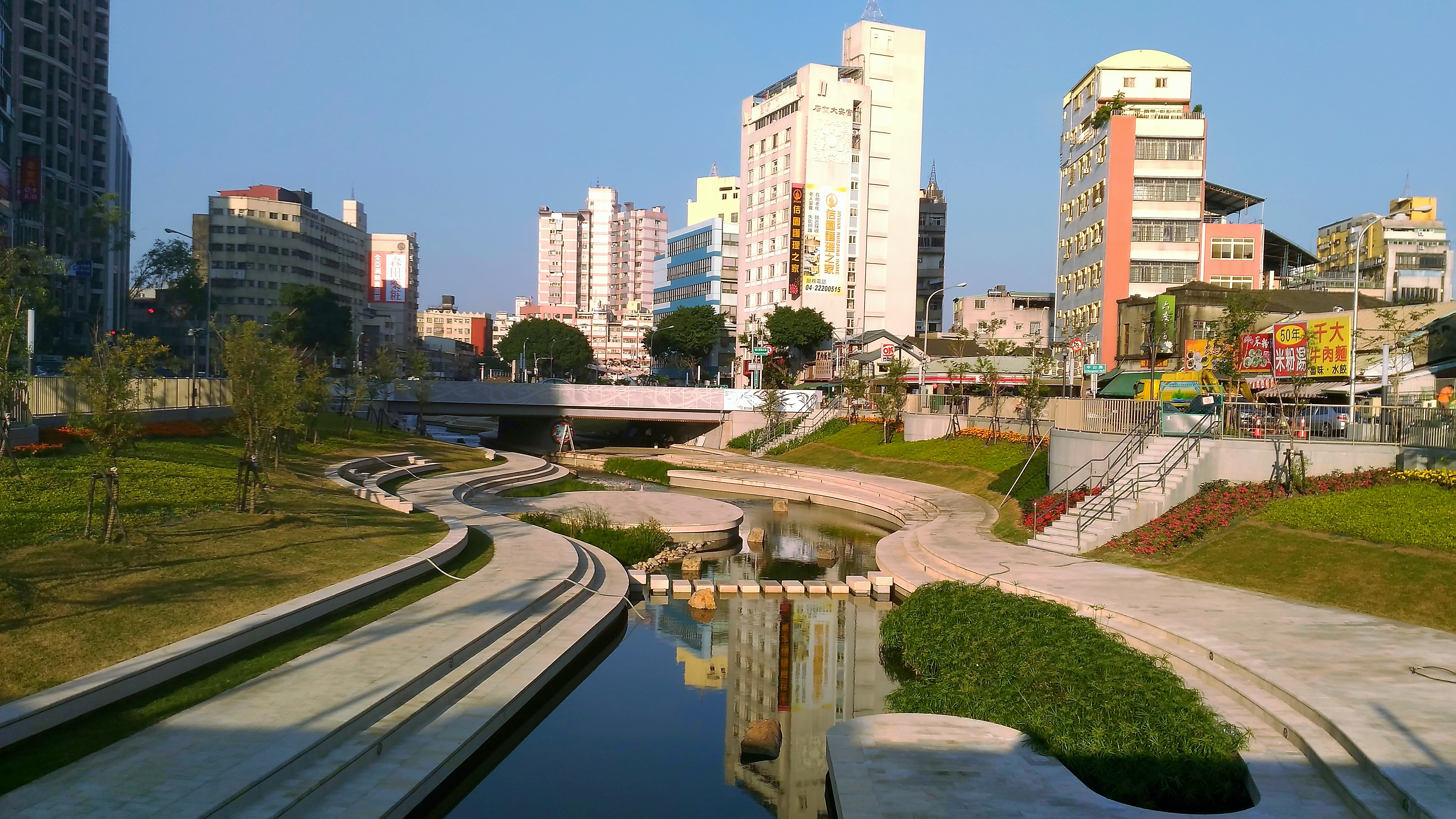
民族柳橋から望む柳川

中区（ジョン/なか-く）は台中市の市轄区。

## 地理
中区は台中市の中心に位置し、台中市の区の中で最小面積、最少人口の行政区である。台中市および台湾中部の交通の中心地であるが、近年は商業形態の郊外化が進んだことと、日本統治時代の都市計画に依拠したままであるため道路が狭く、自動車による交通が不便なこともあり、商業方面では衰退が続き、人口も減少傾向にある。

## 歴史
日本統治時代の橘町、緑川町、栄町、大正町、宝町、錦町、新富町、柳町、初音町、若松町を統合して形成された。

## 行政区域
| 里                                                             |
| -------------------------------------------------------------- |
| 大誠里、中華里、光復里、緑川里、大墩里、公園里、柳川里、継光里 |

## 教育
| 区分 | 数 | 名称                                                                                          |
| ---- | -- | --------------------------------------------------------------------------------------------- |
| 大学 | -  |                                                                                               |
| 高職 | -  | -                                                                                             |
| 高中 | -  |                                                                                               |
| 国中 | 3  | 台中市立居仁国民中学 台中市立五権国民中学 台中市立向上国民中学                                |
| 国小 | 4  | 国立台中師範大学附属小学 台中市中区光復国民小学 台中市中区大同国民小学 台中市中区太平国民小学 |

## 交通

### 鉄道
台湾鉄路管理局
- 台中線：台中駅

台中捷運（MRT）

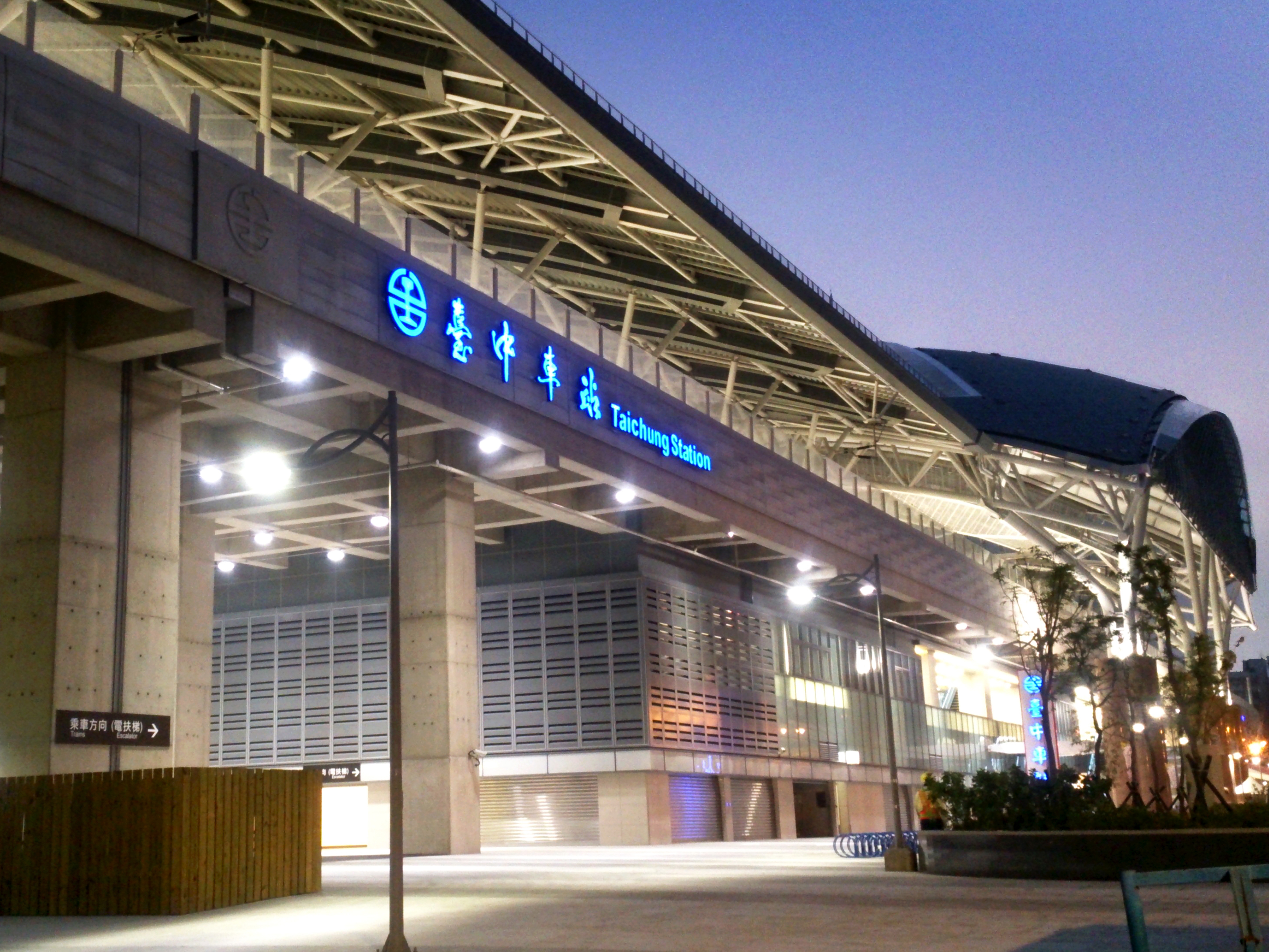
台中駅

- ブルーライン（中港線）（計画中）

### 市内バス
台中市市区公車
台中市内バスの系統番号が3桁以下（0-999）の線路は2015年7月1日よりIC乗車カードを所持する旅客は10キロ以内の乗車は無料である。
- 台湾大道幹線バス停留所：「台中車站」、「仁愛医院」

### 台中市レンタルサイクルサービス
iBike（台中市公共自転車）
2017年6月現在区内で3箇所にレンタルサイクル用のスタンドが開設されている。
- 台中火車站（台中駅前）（建国路/中山路）
- 台中仁愛医院（台湾大道一段/興中街）
- 柳川東中華路口（柳川東路/中華路）

### 道路

#### 一般道路
- 台12線：台湾大道一段
- 建国路
- 自由路 (自由路)
- 三民路
- 柳川東、西路
- 中華路
- 民権路

## 観光
- 台中駅旧駅舎
- 合作金庫銀行台中支店（旧台中州立図書館）
- 台湾基督長老教会台中中会柳原教会
- 緑川
- 宮原眼科（戦前の眼科をリノベーションしたスイーツ店）

|                |            |
| 緑川（新盛橋） | 柳原教会   |
|                |            |
| 宮原眼科       | 台中万春宮 |